# Fascie (lictor)

O fascie cu secure.

Fascia reprezintă un mănunchi de nuiele (lat. virgae), de obicei din ulm sau mesteacăn, legate cu o curea în jurul unei securi. În italiană, fascia înseamnă ’’legătură’’ sau ’’mănunchi’’. Un cuvânt înrudit în limba română este ’’fascicul’’, care desemnează un mănunchi de raze. Același termen stă și la originea cuvântului ‘‘fascist’’, sugerând ideea de unitate și forță colectivă.

## Roma antică
Fascia a fost introdusă în Regatul Roman târziu din Etruria. Aceasta era purtată de lictori și simboliza autoritatea magistraților în Roma Antică. Pretorii erau însoțiți de câte șase lictori, consulii de doisprezece, iar dictatorii de douăzeci și patru, fiecare purtând o fascie. Delegații acestor oficiali aveau, în funcție de rang, un număr redus de lictori cu fascii. În cazul împăraților sau al generalilor victorioși, fascille erau împodobite cu coroane de laur, ca semn al gloriei și triumfului. 
După proclamarea Republicii Romane, doar lictorii care însoțeau un dictator aveau voie să poarte fascii cu securi în interiorul orașului. Ceilalți magistrați trebuiau să lase securile la porțile Romei, din respect față de cetățeni — considerați sursa legitimă a autorității în sistemul republican.

## Perioada modernă
În epoca modernă, fascia apare în numeroase embleme ca simbol al puterii colective, exprimând ideea de forță prin unitate: mai multe elemente fragile individual devin de neînfrânt atunci când sunt legate împreună. După anul 1905, o fascie este inclusă în emblema neoficială a Franței, simbolizând autoritatea republicană și suveranitatea poporului.
Între 1926 și 1943, fascia devine emblema Partidului Național Fascist din Italia, care își revendica simbolic moștenirea Romei Antice și promova un ideal de stat autoritar, centralizat și disciplinat. Astfel, un simbol al puterii magistraților romani este reinterpretat politic în spiritul ideologiei fasciste.

## Guvernul Provizoriu al Țării Românești

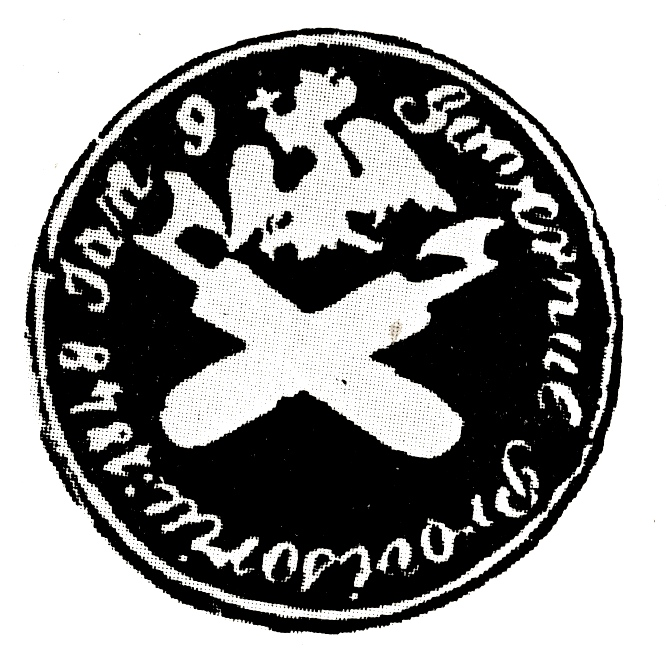
Sigiliul provizoriu a revoluționarilor

Odată cu evenimentele revoluționare pașoptiste din vara anului 1848 în Țara Românească și abdicarea forțată a lui Gheorghe Bibescu, tinerii pașoptiști instaurează un nou guvern provizoriu. Pentru a legitima noua autoritate statală, se formează un nou sigiliu oficial al Țării Românești. 
Într-o formă ovală sunt reprezentate două fascii de lictor, dispuse în cruce și cu lamelele topoarelor orientate în sus, inspirate din simbolistica Revoluției Franceze din 1789, care ocupă centrul sigiliului, marcând simbolistica revoluției pașoptiste din Țara Românească. Deasupra fasciilor este plasată acvila valahă, cruciată și încoronată, cu aripile deschise, ținând în ghiare o spadă și un buzdugan. Toate aceste elemente sunt înconjurate de o legendă în limba română, scrisă cu alfabet latin: Guvernul Provizoriu 1848 Iun 9.